# Face the Music (Electric Light Orchestra)
Face the Music is een progressief rockalbum van de Engelse rockgroep Electric Light Orchestra, dat uitkwam in 1975. Het is het vijfde studioalbum van de groep, er zouden er nog zes volgen.
Tijdens de opnames en de daaropvolgende tour voor Eldorado - A Symphony By The Electric Light Orchestra waren al wat personele wijzigingen doorgevoerd, als nieuwe bassist verving Kelly Groucutt, Mike de Albuquerque en op cello kwam Melvyn Gale in de plaats van Mike Edwards. De hoes stelt een executieruimte voor met een elektrische stoel, de achterzijde toont de bandleden die met hun gezicht tegen het glas gedrukt verondersteld worden de executie waar te nemen. Een van de bandleden, Richard Tandy vond het een "ziek idee" en weigerde medewerking. Tandy staat afgebeeld met afgewend gezicht.
Met het nummer "Evil Woman" had ELO een grote hit, in dit nummer en de andere single "Strange magic" werd de typische ELO-sound doorspekt met het discogeluid van de jaren zeventig.

## Tracks
Alle nummers werden door Jeff Lynne geschreven

### kant 1
| Nr. | Titel        | Duur |
| --- | ------------ | ---- |
| 1.  | Fire on high | 5:29 |
| 2.  | Waterfall    | 4:11 |
| 3.  | Evil Woman   | 4:34 |
| 4.  | Nightrider   | 4:22 |

### kant 2
| Nr. | Titel            | Duur |
| --- | ---------------- | ---- |
| 5.  | Poker            | 3:31 |
| 6.  | Strange magic    | 4:29 |
| 7.  | Down Home Town   | 3:54 |
| 8.  | One Summer Dream | 5:47 |

In 2006 werd het album op CD uitgebracht:
| Nr. | Titel                          | Duur |
| --- | ------------------------------ | ---- |
| 9.  | Fire On High (Early Alt. mix)  | 3:23 |
| 10. | Evil Woman (Stripped Down mix) | 5:00 |
| 11. | Strange Magic (US Single edit) | 3:27 |
| 12. | Waterfall (Instrumental mix)   | 4:15 |

## Bandleden
- Jeff Lynne – zang, elektrische en akoestische gitaren, productie
- Bev Bevan – drums, slagwerk, achtergrondzang
- Richard Tandy – piano, moog synthesizer, gitaar, clavinet
- Kelly Groucutt – bas, zang
- Mik Kaminski – viool
- Hugh McDowell – cello
- Melvyn Gale – cello
- Louis Clark - arrangementen en orkestleiding

Jeff Lynne
Roy Wood · Bev Bevan · Bill Hunt · Steve Woolam · Rick Price · Richard Tandy · Mike Edwards · Wilfred Gibson · Hugh McDowell · Andy Craig · Colin Walker · Mike de Albuquerque · Mik Kaminski · Louis Clark · Kelly Groucutt · Melvyn Gale · Dave Morgan · Martin Smith · Marc Mann · Matt Bissonette · Gregg Bissonette · Peggy Baldwin · Sarah O'Brien · Rosie Vela